# Loly Sánchez
María Dolores Sánchez Gallego (Córdoba, España, 17 de noviembre de 1955), conocida artísticamente como Loly Sánchez es una actriz venezolana, con una carrera artística que abarca más de cuarenta años de trayectoria en la escena de la televisión, el cine y el teatro en Venezuela. Su trabajo en televisión ha sido reconocido en más de cien países, a través de telenovelas como Kassandra, Leonela y Alejandra de Delia Fiallo y La señora de Cárdenas y Natalia de 8 a 9 de José Ignacio Cabrujas.

## Biografía
A lo largo de su carrera como actriz, Loly Sánchez desarrolló sus estudios teatrales con Omar Gonzalo, José Domínguez, Nelly Garzón, Nélson Ortega, el actor chileno Jaime Schneider, Matilda Corral y Lisa Formosa.
Debutó en 1977 en la telenovela de José Ignacio Cabrujas, La señora de Cárdenas, para la cadena RCTV junto a importantes figuras de la televisión venezolana como Doris Wells, Miguel Ángel Landa y Marisela Berti. Tras la experiencia, formó parte del elenco de otra exitosa telenovela de Cabrujas, Natalia de 8 a 6 (1980), protagonizada por Marina Baura y Gustavo Rodríguez. 
En la década de los ochenta, Loly Sánchez participó en las producciones más exitosas tanto de la cadena RCTV como de Venevisión, tales como Elizabeth (1981) y Cara a Cara (1982) de Pilar Romero; Derrota final (1982) de Salvador Garmendia; ¿Qué pasó con Jacqueline? (1982) con libreto de Alicia Barrios, dirección de César Bolívar y las destacadas actuaciones de Doris Wells, Jean Carlo Simancas y Víctor Cámara; Leonela (1983), una telenovela original de Delia Fiallo, con las actuaciones principales de Mayra Alejandra y Carlos Olivier y de Loly Sánchez en el papel de villana, interpretando a Nieves María Bermúdez.
A raíz de su éxito en la televisión, Loly Sánchez debutó en el cine, en 1983, con la película Homicidio culposo, bajo la dirección de César Bolívar, la cual tuvo un sólido récord de taquilla. En 1984, destacó en su papel como Helena Del Valle en la película La muerte insiste, dirigida por Javier Blanco y protagonizada junto a Gustavo Rodríguez. 
Durante la década de los noventa, Loly Sánchez destacó en su papel antagónico en la telenovela Kassandra, escrita por Delia Fiallo y protagonizada por Coraima Torres y Osvaldo Ríos. Kassandra fue vista en más de 128 países y este récord le permitió entrar en el Libro de Récord Guinness como la "serie de televisión en español emitida en el mayor número de países".
En 1994, Loly Sánchez compartió elenco con María Conchita Alonso y Jorge Schubert en la telenovela Alejandra de Delia Fiallo. En 1992, participó en la exitosa telenovela de Íbsen Martínez, Por estas calles. 
En 2009, interpretó a Martirio Paredes en Tomasa Tequiero, escrita por Doris Seguí y dirigida por César Bolívar. Tomasa Tequiero fue distribuida internacionalmente por Cisneros Media y se transmitió nuevamente en Venevisión desde finales de 2015 hasta mediados de 2016.
A partir del 2000, Loly Sánchez se dedicó principalmente al cine y al teatro. 
Trabajó en las películas venezolanas Juegos bajo la luna (2000), Muerte en alto contraste (2010), Una Mirada al Mar (2011) y próximas a estrenarse, Luisa (2016) y Los 8-6 (2017).
En teatro, participó en diversos montajes, de los cuales destacan: Caricias de Sergi Belbel (2013), Enredos Góticos (2013-2014) de Franklin Bonilla y Ángel Freites. 
Teatro del Encuentro. Dirección: José Jesús González. Elenco: Loly Sánchez, Ana María Paredes, Juan Carlos Lira, José Antonio Barrios. Acompañados por los cantantes y actores Fanny Arjona y Ángel Freites. Participación especial de la arpista clásica Diana Rada. Teatro Premium. Los Naranjos. Caracas. http://www.eluniversal.com/arte-y-entretenimiento/cultura/131106/llegan-los-enredos-goticos-al-teatro-premium-de-los-naranjos
El coronel no tiene quien le escriba, versión de Carlos Giménez sobre la novela de Gabriel García Márquez (2014) y La casa del sí de Wendy MacLeod en el Primer Festival de Teatro Contemporáneo Estadounidense (2015).
Además de la actuación, Loly Sánchez cursó estudios de Diseño de Modas en el Instituto Universitario de Diseño Las Mercedes. También realizó estudios de dibujo libre, teoría del color y de la figura humana en el Museo de Bellas Artes de Caracas. Ha incursionado en el canto, las radionovelas y las danzas folklóricas. También ejerció como docente para niños durante una década.

## Trayectoria

### Televisión
| Año       | Telenovela                | Personaje                    | Canal      | País      |
| --------- | ------------------------- | ---------------------------- | ---------- | --------- |
| 2009      | Tomasa Tequiero           | Martirio Paredes             | Venevisión | Venezuela |
| 2007      | Mi prima Ciela            | Azucena de Méndez            | RCTV       | Venezuela |
| 2006      | Los Querendones           | Dra. Alicia Vda. de Miralles | Venevisión | Venezuela |
| 2005      | El amor las vuelve locas  | Maximiliana Santana          | Venevisión | Venezuela |
| 1996      | La llaman Mariamor        | Emérita Aristiguieta         | Marte TV   | Venezuela |
| 1997-1998 | A todo corazón            | Sofía                        | Venevisión | Venezuela |
| 1994      | Alejandra                 | Caridad                      | RCTV       | Venezuela |
| 1992      |                           | Por estas calles             | RCTV       | Venezuela |
| 1992-1993 | Kassandra                 | Rosaura Osorio               | RCTV       | Venezuela |
| 1991      | La Traidora               | Sara Montoya                 | Venevisión | Venezuela |
| 1989      | Fabiola                   | Verónica                     | Venevisión | Venezuela |
| 1987      | InmensamenteTuya          | Diana Valdez                 | Venevisión | Venezuela |
| 1984      | Leonela                   | Nieves María Bermúdez 1      | RCTV       | Venezuela |
| 1982      | ¿Qué pasó con Jacqueline? |                              | RCTV       | Venezuela |
| 1982      | Derrota final             |                              | RCTV       | Venezuela |
| 1983      | Maria Laura               | María Laura                  | RCTV       | Venezuela |
| 1982      | Cara a cara               | Masha                        | RCTV       | Venezuela |
| 1981      | Amada mía                 |                              | RCTV       | Venezuela |
| 1981      | Elizabeth                 |                              | RCTV       | Venezuela |
| 1981      | Maite                     |                              | RCTV       | Venezuela |
| 1980      | Natalia de 8 a 9          |                              | RCTV       | Venezuela |
| 1977      | La señora de Cárdenas     | Perla                        | RCTV       | Venezuela |

### Cine
| Año  | Película                 | Director                | País      |
| ---- | ------------------------ | ----------------------- | --------- |
| 2017 | Los 8-6                  | Javier Mujica           | Venezuela |
| 2016 | Luisa                    | Juan Carlos Wessolossky | Venezuela |
| 2011 | Una Mirada al Mar        | Andrea Ríos             | Venezuela |
| 2010 | Muerte en alto contraste | César Bolívar           | Venezuela |
| 2000 | Juegos bajo la luna      | Mauricio Walerstein     | Venezuela |
| 1984 | La muerte insiste        | Javier Blanco           | Venezuela |
| 1983 | Homicidio culposo        | César Bolívar           | Venezuela |

### Teatro
- La casa del sí de Wendy MacLeod en el Primer Festival de Teatro Contemporáneo Estadounidense (2015).
- Enredos Góticos (2013-2014) de Franklin Bonilla y Ángel Freites. Teatro del Encuentro. Dirección: José Jesús González. Elenco: Loly Sánchez, Ana María Paredes, Juan Carlos Lira, José Antonio Barrios. Acompañados por los cantantes y actores Fanny Arjona y Ángel Freites. Participación especial de la arpista clásica Diana Rada. Teatro Premium. Los Naranjos. Caracas.
- El coronel no tiene quien le escriba, versión de Carlos Giménez sobre la novela de Gabriel García Márquez (2014).
- Caricias de Sergi Belbel (2013).
- La decente de Miguel Mihura.
- La sopera de Robert Lamoureux.
- Los buenos días perdidos de Antonio Gala.
- There's a Girl in My Soup (play) ("Hay una chica en mi sopa") de Terence Frisby.